# 19719 Ґлассер
19719 Ґлассер (19719 Glasser) — астероїд головного поясу, відкритий 9 листопада 1999 року.
Тіссеранів параметр щодо Юпітера — 3,157.